# 资阳人
資陽人是發現於在中國四川省資陽縣黃鱔溪橋下的智人化石，於1951年發現，地質年代為晚更新世，大約是舊石器時代晚期的人類化石。
出土的化石是一個頭骨，並保存有上頜骨的部分。伴隨其出土的化石主要有鬣狗、虎、馬、中國犀、麂、水鹿、大額牛和東方劍齒象等。判斷這些化石的年代為中更新世與晚更新世不等。

## 延伸閱讀
- 裴文中等，《资阳人》，科学出版社，1957年。